# متلازمة شميت
متلازمة الغدد الصماء بالمناعة الذاتية النمط الثاني (بالإنجليزي: Autoimmune polyendocrine syndrome type 2) المسماة متلازمة شميت. تحدث هذه المتلازمة في النساء أكثر من الرجال بنسبة 75% و يتزامن ظهورها مع أمراض أخرى مثل مرض أديسون  أو قصور الغدة الدرقية أو مرض السكري أو قصورالغدد التناسلية و البهاق .

## الأعراض
- جفاف الشعر
- غثيان
- ألم في البطن
- تكرار التبول
- قيء
- نقص الوزن والعضلات
- فقدان الشهية والهزال
- ضعف القلب /ارتفاع النبضات
- انخفاض ضغط الدم
- انخفاض السكر في الدم
- تنمل الأطراف
- الصداع النصفي
- ضعف استجابة جهاز المناعة